# Instandsetzungskommando 3
Das Instandsetzungskommando 3 war eines der Instandsetzungskommandos des Heeres der Bundeswehr. Der Stabssitz war Koblenz. Das Instandsetzungskommando war Teil der Korpstruppen des III. Korps.

## Aufträge
Das Instandsetzungskommando bündelte auf Ebene des Korps die Truppenteile der Instandsetzungstruppe. Auftrag war vorrangig die Prüfung, Wartung und Instandsetzung der Waffensysteme, Fahrzeuge, und elektronischen Geräte wie Fernmeldetechnik oder Drohnen der Korpstruppen des III. Korps. Die unterstellten Divisionen und Brigaden führten eigene Truppenteile der Instandsetzungstruppe; lageabhängig unterstützte das Instandsetzungskommando diese nachgeordneten Verbände. Das Instandsetzungskommando führte Reparaturen höchstens bis zur Stufe Feldinstandsetzung durch; für Arbeiten höherer Materialerhaltungsstufen waren insbesondere die Versorgungskommandos 850 und 860 des Territorialheeres zuständig, die eigene Heeresinstandsetzungswerke und Depotinstandsetzungsgruppen führten oder die Aufträge privatwirtschaftlichen Unternehmen übertrugen. Nebenauftrag des Instandsetzungskommandos war die Kampfmittelbeseitigung.
Im Frieden bestand das Instandsetzungskommando um 1989 nur aus rund 1500 aktiven Soldaten. Im Verteidigungsfall konnte das Instandsetzungskommando nach der Mobilmachung durch die Einberufung von Reservisten auf rund 2800 Mann aufwachsen. Insgesamt entsprach die Größe des Instandsetzungskommandos damit nach der Mobilmachung in etwa 50 % der Größe einer der Brigaden des Feldheeres.

## Gliederung
Um 1989 gliederte sich das Instandsetzungskommando grob in:
- Stab/Stabskompanie Instandsetzungskommando 3, Koblenz
  -  Instandsetzungsbataillon 310 (teilaktiv), Koblenz
  -  Instandsetzungsbataillon 320 (teilaktiv), Koblenz
  -  Instandsetzungsbataillon 330 (GerEinh), Koblenz
  -  Instandsetzungsausbildungskompanie 9/III, Bexbach (im Frieden zu Instandsetzungsbataillon 320)
  -  Instandsetzungsausbildungskompanie 10/III, Volkach (im Frieden zu Instandsetzungsbataillon 12)
  -  Instandsetzungsausbildungskompanie 11/III, Frankenberg (Eder) (im Frieden zu Instandsetzungsbataillon 310)

## Geschichte
Das Instandsetzungskommando wurde bereits um 1967 im Vorgriff zur Einnahme der Heeresstruktur III aufgestellt. Spätestens ab 1972 war der Standort des Stabes die Rhein-Kaserne in Koblenz. Für den Nachschub als die zweite Säule der Logistik im Korps war der „Schwesterverband“ Nachschubkommando 3 zuständig.
Nach Ende des Kalten Krieges wurde das Instandsetzungskommando um 1993 etwa zeitgleich mit der Außerdienststellung des III. Korps außer Dienst gestellt.

## Verbandsabzeichen

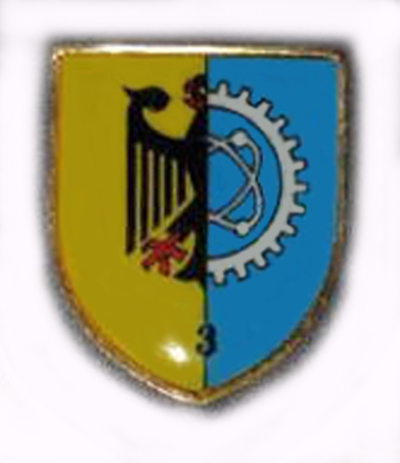
Internes Verbandsabzeichen des Stabes/Stabskompanie

Das Instandsetzungskommando führte aufgrund seiner Ausplanung als Teil der unselbständigen Korpstruppen kein eigenes Verbandsabzeichen. Die Soldaten trugen daher das Verbandsabzeichen des übergeordneten Korps.
Als „Abzeichen“ wurde daher unpräzise manchmal das interne Verbandsabzeichen des Stabes und der Stabskompanie „pars pro toto“ für das gesamte Instandsetzungskommando genutzt. Es zeigte im rechten Feld des Schildes den Bundesadler im goldenen Wappenschild sehr ähnlich wie das Verbandsabzeichen des III. Korps; im linken Feld als Hinweis auf die zu reparierenden elektronischen und mechanischen Systeme ein stilisiertes Atommodell und ähnlich wie im Barettabzeichen der Instandsetzungstruppe ein Zahnrad. Die blaue Farbe des linken Feldes entsprach der blauen Waffenfarbe der Truppengattung.